# The Lion and the Mouse (film 1928)
The Lion and the Mouse è un film muto del 1928 diretto da Lloyd Bacon. Girato muto con alcune sequenze parlate, musica sincronizzata ed effetti sonori

## Trama
John "Ready Money" Ryder, un genio della finanza, tenta di rovinare il giudice Ross sostenendo che quest'ultimo abbia accettato una tangente con delle azioni di una compagnia petrolifera. In realtà, il giudice ha comperato le azioni proprio da Ryder, ma non può provare la sua buona fede perché i documenti che attestano la compravendita sono nelle mani di Ryder. Il quale vuole vendicarsi del magistrato perché crede che abbia erroneamente pronunciato una sentenza contro di lui. Sarà la figlia di Ross - e il suo matrimonio con il figlio di Ryder - a rimettere le cose a posto e a far rappacificare definitivamente i due uomini.

## Produzione
Il film fu prodotto dalla Warner Bros.

## Distribuzione
Distribuito dalla Warner Bros., il film uscì nelle sale cinematografiche statunitensi il 21 maggio 1928. Venne presentato a New York al Warners Theatre il 15 giugno 1928. Con il titolo O Leão e o Rato, fu distribuito in Portogallo il 28 gennaio 1931.
Non si conoscono copie ancora esistenti della pellicola che viene considerata presumibilmente perduta.